# سليمة سلطان بيغوم
سليمة سلطان بيغوم بالهندية (सुल्ताना ध्वनि कोम) وهي تعتبر من زوجات سلطان الهند «جلال الدين محمد أكبر» وهي أرملة «بيرم خان» وهي تميزت بطيبها وحسن أخلاقها ورقة قلبها وجمالها حيث كان الملك يستشيرها في كل قراراته ولها ابن يدعى «محمد» وهي تعرف أيضا باللطيفة نسبة إلى طيبتها المفرط فيها وتعتبر الملكة «جودا باي» من أفضل صديقتها.
تزوجها السلطان جلال الدين أكبر بعد وفاة زوجها وجعلها من بين الملكات المتميزات، كانت في شدة الذكاء وكانت هي العامل الرئيسي في تحسن العلاقة بين جلال وجودا كان للملكة سليمة ابن هو شاه زادة مراد الا انه توفي قبل ان تنتهي فترة حكم الملك جلال الدين أكبر كما أن الملكة سليمة لعبت دورا مهما في تحسين العلاقة بين أكبر وجيهانكير مما ساهم في وصوله إلى السلطة وقد تشاهدون تفاصيل القصة في الفيلم الاعلامي جودا أكبر

## وصلات داخلية
- سلطنة مغول الهند